# Chauncey B. Little
Chauncey Bundy Little, född 10 februari 1877 i Olathe, Kansas, död 29 september 1952 i Olathe, Kansas, var en amerikansk demokratisk politiker. Han var ledamot av USA:s representanthus 1925–1927.
Little avlade 1898 juristexamen vid University of Kansas och inledde därefter sin karriär som advokat i Olathe. Han var stadsåklagare i Olathe 1901–1906 och åklagare i Johnson County 1909–1913.
Little efterträdde 1925 Ulysses Samuel Guyer som kongressledamot och efterträddes 1927 av företrädaren Guyer.
I guvernörsvalet 1928 besegrades Little av republikanen Clyde M. Reed. Little avled 1952 och gravsattes i Olathe.